# Flammpanzer III
El Flammpanzer III (Sd.Kfz. 141/3) fue un carro de combate lanzallamas de la Wehrmacht alemana utilizado en la Segunda Guerra Mundial.

## Historia
En 1942, la Wehrmacht necesitaba un vehículo que fuese capaz de intervenir en la guerra urbana y en el combate contra búnkeres y posiciones fortificadas. En vez de diseñar un modelo completamente nuevo, se decidió utilizar el chasis del Panzerkampfwagen III. Si los primeros Flammpanzer de los tipos I y II fueron construidos por el ejército, el Flammpanzer III fue el primero en ser fabricado por la industria. 
Los tanques debían de ser utilizados en la Batalla de Stalingrado, pero fue en 1943, en la Batalla de Kursk cuando entraron en acción por primera vez. El carro de combate no cumplía las expectativas puestas en él, por lo que solo 100 ejemplares fueron producidos. Los Flammpanzer III ya existentes recibieron de vuelta sus cañones.

## Técnica

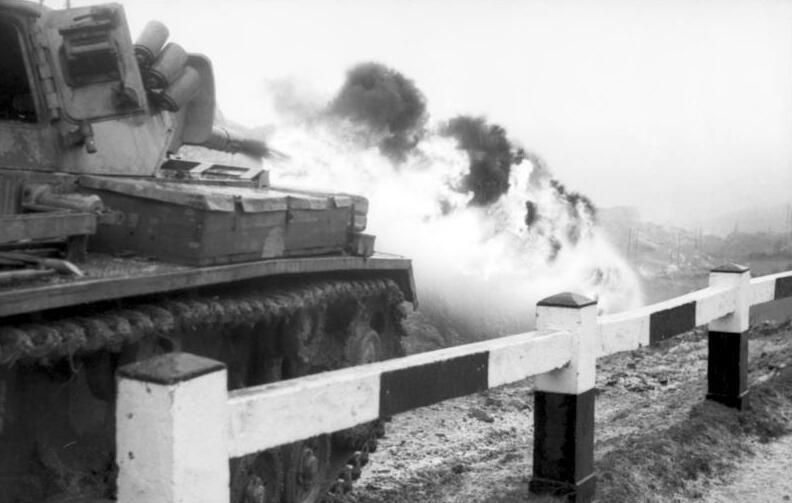
Flammpanzer III en Italia, 1943.

La base del Flammpanzer III estaba compuesta por el chasis del Panzerkampfwagen III, la torreta se mantuvo. El cañón de 50 mm fue desmontado y sustituido por un lanzallamas de 14 mm. El Flammpanzer III llevaba 1020 litros de aceite inflamable en dos depósitos independientes consigo. Esto permitía lanzar de 70 a 80 llamaradas. La longitud de las llamaradas era de 35 m. El ángulo de disparo del lanzallamas iba de –10° a +20°. Mediante una bomba, el aceite inflamable era enviado al tubo lanzallamas donde era encendido eléctricamente. Esta operación la controlaba el comandante presionando un pedal. Tras la llamarada, el aire estaba tan lleno de hollín, que la localización de un nuevo objetivo resultaba difícil.